# Evangelische Kirche (Neustadt (Hessen))

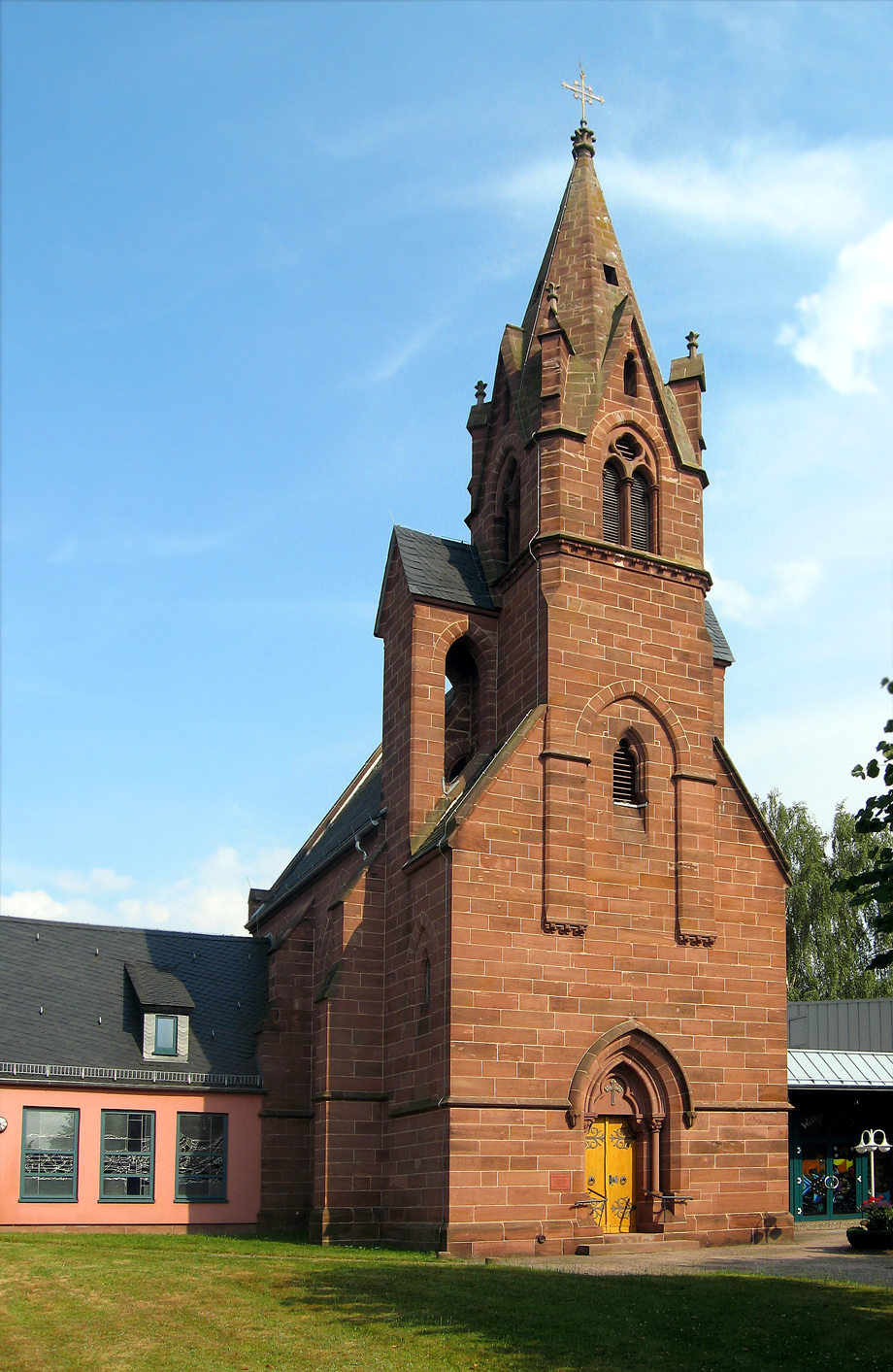
Evangelische Kirche in Neustadt

Die evangelische Kirche Neustadt ist ein denkmalgeschütztes Kirchengebäude in der hessischen Kleinstadt Neustadt im Landkreis Marburg-Biedenkopf. Die Kirche gehört zur Kirchengemeinde Herrenwald im Kirchenkreis Kirchhain im Sprengel Marburg der Evangelischen Kirche von Kurhessen-Waldeck.

## Beschreibung
Die neugotische, in frühgotischen Formen nachempfundene Saalkirche aus Quadermauerwerk wurde 1859–61 nach einem Entwurf  von Georg Gottlob Ungewitter erbaut und am 1. August 1861 eingeweiht. Dem Kirchenschiff ist im Westen ein eingezogener Anbau für das Vestibül vorgesetzt, über dem sich ein Dachturm erhebt, der von Zwerchhäusern gestützt wird. Er ist mit einem achtseitigen spitzen Helm bedeckt, der an den Ecken von Fiale flankiert wird. Hinter den als Biforien gestalteten Klangarkaden befindet sich der Glockenstuhl, in dem drei Kirchenglocken hängen. Das von Strebepfeilern gestützte Kirchenschiff hatte ursprünglich zwei Joche, wurde aber in den 1950er/1960er Jahren durch Anbauten erweitert. Der eingezogene Chor hat einen geraden Schluss.
Als Altar dient eine einfache Mensa. Die Kanzel, die vom Chor aus betreten wird, steht in der Ecke zwischen Triumphbogen und Kirchenschiff. 1894 wurde das Harmonium durch eine Orgel ersetzt.